# Bulbophyllum amazonicum
Bulbophyllum amazonicum là một loài phong lan thuộc chi Bulbophyllum.